# Мадурский язык

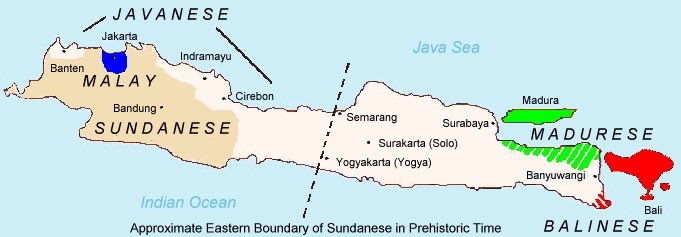
Ареал мадурского языка на Мадуре и Яве отмечен зелёным

Маду́рский язык (Bhâsa Madhurâ) — австронезийский язык, используемый мадурцами, проживающими на индонезийском острове Мадура, на северо-востоке острова Ява и в ряде других районов Индонезии. Численность носителей — около 13,6 миллионов человек, из них около 4 миллионов на Мадуре (практически всё население острова), более 8 миллионов на Яве, около 350 тысяч на десятках мелких островов Яванского моря, более 260 тысяч на индонезийской части Калимантана.
Мадурский язык сохраняет часть мадурцев, компактно проживающих за рубежом — наиболее крупная подобная община проживает в Сингапуре (по состоянию на 2000 год — 900 человек, активно пользующихся родным языком).
Принадлежит к западнозондской ветви малайско-полинезийских языков. В разное время среди специалистов существовали различные точки зрения относительно диалектов мадурского языка — иногда говорилось о четырёх, иногда — лишь о двух: западном и восточном. В настоящее время наиболее утвердившимся является мнение о шести диалектах, носителями которых являются жители одноимённых географических областей:
- Бавеанский — остров Бавеан в Яванском море
- Банкаланский — округ Банкалан на Мадуре
- Памекасанский — округ Памекасан на Мадуре
- Сампангский — округ Сампанг на Мадуре
- Сапудийский — архипелаг Сапуди в Яванском море
- Суменепский — округ Суменеп на Мадуре

Считавшийся ранее диалектом мадурского языка кангеанский (архипелаг Кангеан в Яванском море) в конце 1960-х годов признан отдельным языком.
Наиболее развитым в лексическом плане считается суменепский диалект, который лежит в основе литературного мадурского языка. При этом он является наиболее обособленным в лексическом плане и в наименьшей степени используется за пределами своего изначального ареала.

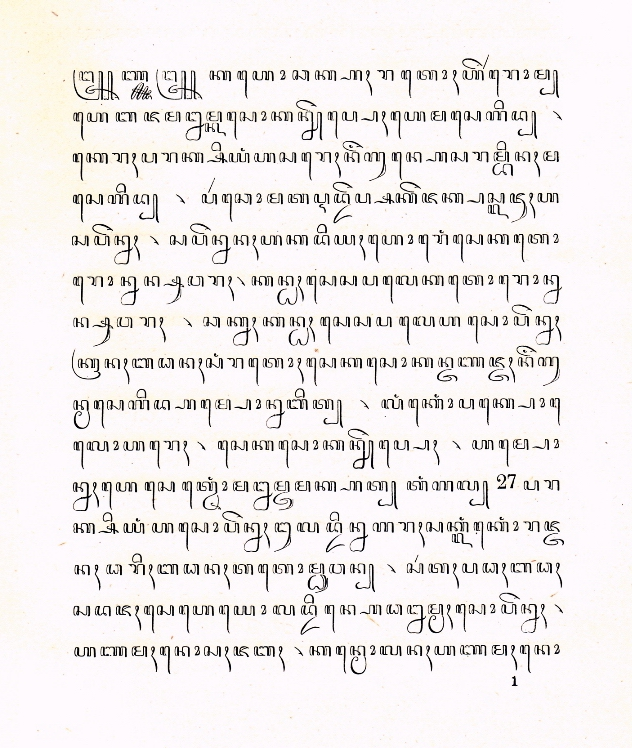
Текст на мадурском языке, записанный яванским письмом

Мадурцы, проживающие за пределами Мадуры и островов Яванского моря, разговаривают, как правило, на диалектах, свойственных местам их происхождения. Особое значение в торгово-экономической сфере приобрел банкаланский диалект, наиболее распространенный среди мадурцев, живущих в Сурабае — втором по величине городе Индонезии: иногда он используется как лингва-франка между мадурцами из различных местностей.
Наиболее старые из письменных памятников относятся к XVIII веку. Традиционно в качестве письменности в мадурском языке использовалось яванское и арабское письмо, однако во второй половине XX века язык полностью перешел на латиницу.
Немногочисленные мадурцы-христиане пользуются полным текстом Библии на родном языке (латиницей), перевод которого был завершен в 1994 году.
Большинство взрослых носителей мадурского языка свободно или, по крайней мере, на функциональном уровне владеет государственным языком Индонезии — индонезийским. При этом если на Мадуре и окружающих её мелких островах в быту родной язык продолжает активно использоваться практически всем коренным населением, то на Восточной Яве — в особенности, в Сурабае и других крупных городах — он постепенно вытесняется индонезийским.
Специалисты отмечают существенное лексическое влияние индонезийского и яванского языков на язык восточнояванских мадурцев, как впрочем, и обратное явление. Более того, в местах компактного проживания людей смешанного мадурско-яванского происхождения — так называемых пендалунганов — в ряде мест Восточной Явы формируется своеобразное смешанное наречие.